# Hallands Ångbåts AB

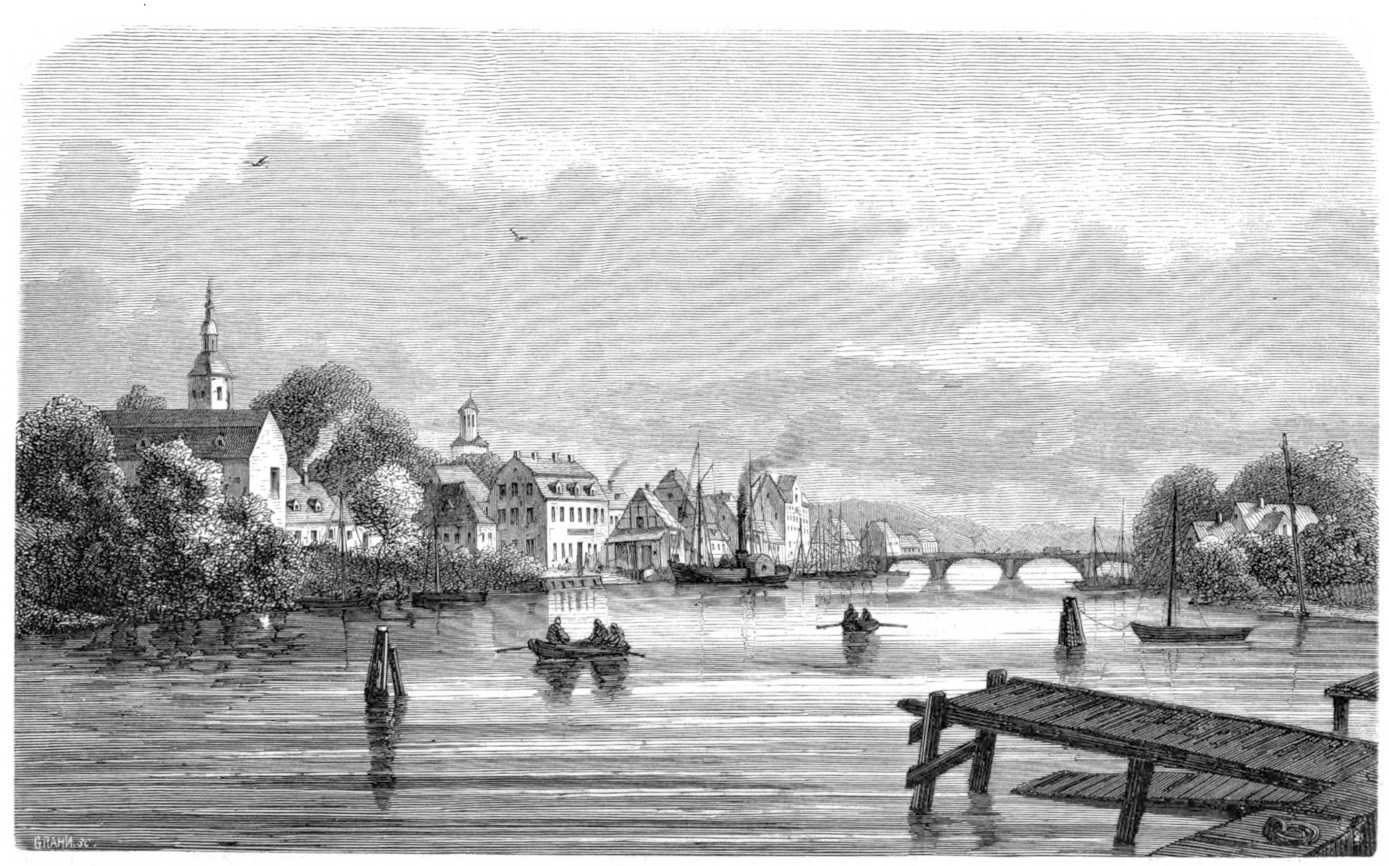
Halmstads hamn 1866 med roddbåtar som färjar passagerare över Nissan. I fonden Österbro. Hjulångaren framför Hotell Svea vid Hamngatan är troligen ´Hallandsbolagets Ellida från 1862. Xylografi från 1866.

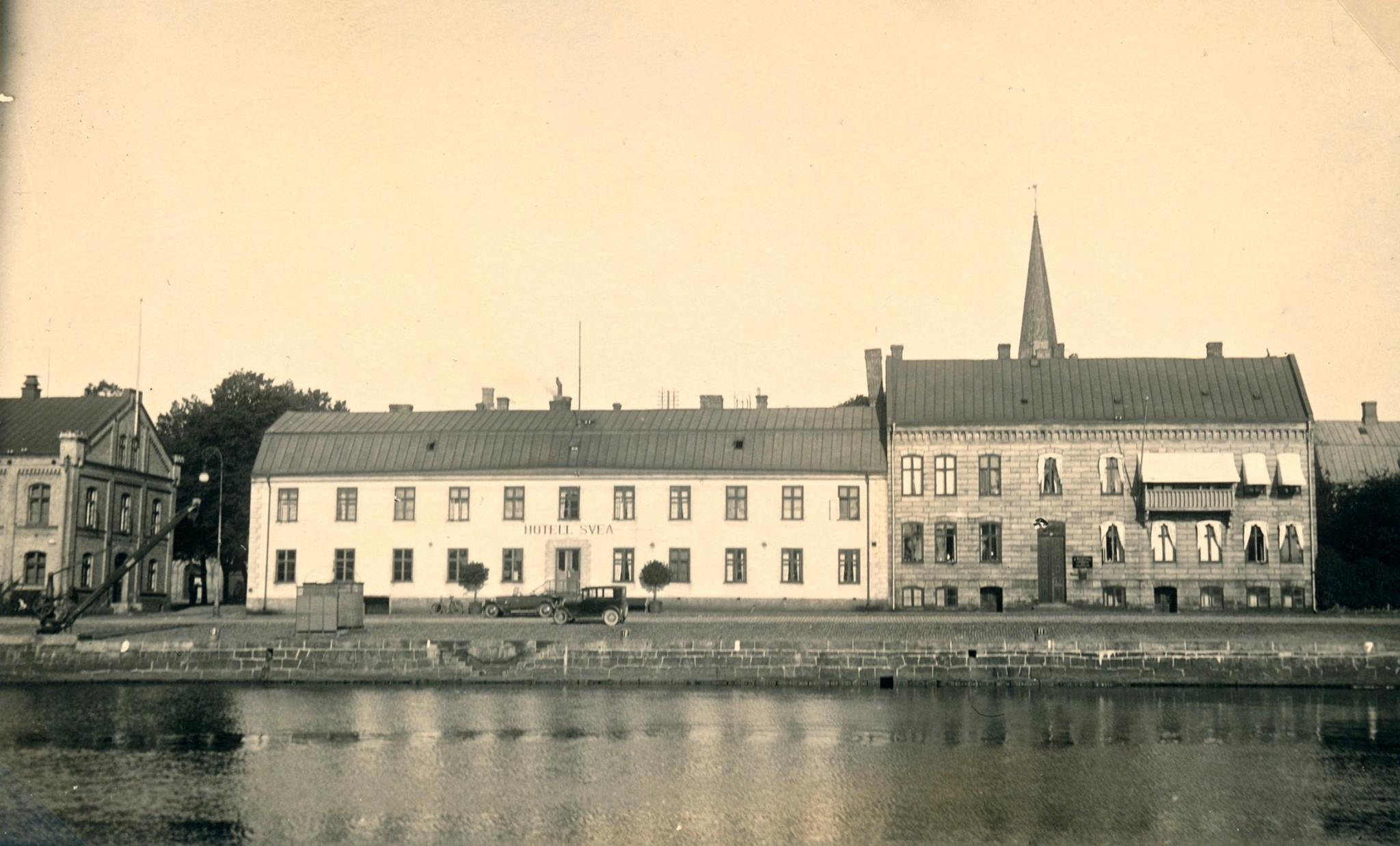
Hamngatan i Halmstad, med ångbåtskajen utanför Hotell Svea. Till vänster på bilden står en hamnkran. Bilden är troligen från 1930-talet.

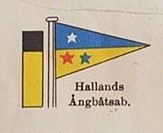
Skorstensmålning och rederiflagga för Hallands Ångbåtsaktiebolag.

Hallands Ångbåts AB var ett svenskt rederi, som bildades 1850 som Hallands ångfartygsbolag med säte i Halmstad.
I praktiken skedde bildandet redan 1848, då Adolf Patrik Lewenhaupt försökte uppmana intresse för ett rederi för ångbåtstrafik efter Västkusten från Göteborg ned mot Skåne och Köpenhamn. Tidigare hade linjetrafik bedrivits av norska och tyska redare samt vissa redare i Göteborg med båtar inhyrda från Postverket.
Det första protokollförda sammanträdet hölls 23 juni 1848 på Halmstads slott. Alexander Keiller visade stort intresse, var villig att gå in med allt saknat aktiekapital och även låta bygga en lämplig båt åt bolaget. Bland Halmstadborna fanns dock en rädsla för att Keillers betydande inflytande skulle göra att bolagets säte skulle kunna flyttas till Göteborg, och därför försökte man i stället hitta andra intressenter. 1 november 1850 antogs slutligen bolagsreglerna och den första styrelsens utsågs.
År 1852 startades trafik på rutten Göteborg-Köpenhamn med hjulångaren Halland, med en tur i veckan i vardera riktning. Otto Carlsund, hos vilken man låtit beställa fartyget hade egentligen förordat ett propellerfartyg, då han menade att de träbyggda hjulångarna var olämpliga för västkusttrafik. Bolaget beslutade sig ändå satsa på en skonertriggad hjulångare.
Bolagets verksamhet lönade sig bra och Krimkriget drev upp konjunkturerna i omvärlden. År 1853 inledde rederiet trafik även på Lübeck i Tyskland. År 1855 sattes bolagets andra fartyg Kattegatt in i trafik, även denna gång en hjulångare. Efter konkurrens från danska och tyska rederier, samt ytterligare några mindre rederier, bland annat ett Ängelholmsbaserat bolag, lyckades Hallands Ångbåtsbolag i slutet av 1850-talet vinna konkurrensen om trafiken. År 1860 levererades bolagets tredje fartyg, Najaden, även den en slätskonerttacklad hjulångare, med plats för 60-talet passagerare i salongerna. Senare samma år förliste dock Kattegatt efter grundsegling norr om Falkenberg. Ångmaskinen kunde dock räddas och placerades i stället i ett nytt fartyg, Ellida, som levererades 1862. Dansk-tyska kriget innebar ett nytt uppsving i konjunkturerna. År 1869 levererades ett fjärde fartyg, bolagets första propellerfartyg. Det visade sig dock fungera dåligt på rutten, ombyggdes till lastfartyg och såldes 1872 till Norge.
År 1869 upptog Rederibolaget Falken i Falkenberg konkurrens med Hallands Ångfartygsbolag med ångartyget Falken. Efter förhandlingar mellan bolagen övertog dock Hallands Ångfartygsbolag Falken 1871 och erhöll därmed ett nytt propellerfartyg. År 1872 ombildades bolaget till aktiebolag och antog då namnet Hallands Ångbåts AB. Tillsammans med Malmö Ångbåts AB inköptes samma år det finländska propellerångfartyget Amiral von Platen, som döptes om till Svanen.
År 1875 bildades Warbergs Ångfartygs AB, som försökte ta upp konkurrensen med Hallandsbolaget, vilket påstods favorisera handlarna i Halmstad på Varbergs bekostnad. Konkurrensen slog hårt mot Halmstadsbolaget som försökte teckna ett samtrafikeringsavtal. Något sådant var Varbergsbolaget inte intresserat av, och det ledde till en prisdumpning som det mindre kapitalstarka Varbergsbolaget inte klarade av. Sedan Hallandsbolaget sagt upp samtrafikantalet mellan de båda bolagen, tvingades Warbergs Ångfartygs AB att 1891-1892 avveckla sin verksamhet.
Konkurrensen med järnvägen och blockaderna under första världskriget slog hårt mot bolaget. År 1928 gick man samman med Ångfartygs AB Nornan, som tidigare främst bedrivit lasttrafik mellan Danzig och Stettin och svenska hamnar men även viss samtrafik med norska rederier. Det nya bolaget fick namnet Rederi AB Halland-Nornan. Under början av 1930-talet avvecklades stora delar av persontrafik. År 1933 återtogs det gamla rederinamnet Hallands Ångbåts AB. Persontrafiken på Lübeck fortsatte fram till krigsutbrottet 1939. Under andra världskriget var stora delar av fartygen rekvirerade av Sveriges flotta. Efter krigsslutet återupptogs lasttrafiken och pågick in på 1950-talet, då Hallands Ångbåtsaktiebolag köptes upp av Broströmskoncernen.